# 宇都宮市立平石中央小學校
宇都宮市立平石中央小学校（日语：／ Utsunomiya Shiritsu Hiraishi Chūō Shōgakkō）是日本栃木縣宇都宮市下平出町的公立小学。学校的標語為「大家一起愉快地努力吧」（みんな 明るく 仲良く がんばるぞ）。學校截至2023年（令和5年）5月1日有5班共55名學生。

## 歷史
1874年（明治7年）4月10日，學校的前身志学舍在下平出村普門寺舊址開設。1890年（明治23年）短暫閉校，1892年（明治25年）11月25日在現校址以平石第二尋常小學校的名称重新開設。1895年（明治28年）4月18日增設高等小學校，1898年（明治31年）4月擴建45坪（約148.76平方），1900年（明治33年）4月改稱平石第二尋常高等小學校。同年中擴建32坪（約105.79平方）坪。
1902年（明治35年）9月28日，新校舍遭受大暴風而倒塌，同年12月18日完成修復。1922年（大正11年）12月，學校將校舍改建至250坪（約826.45平方），1931年（昭和6年）4月將公民学校校舍充當高等科教室，以應對學生的增加。
學校於1941年（昭和16年）4月改稱平石中央國民學校，1947年（昭和22年）4月改稱平石村立中央小学校。1949年（昭和24年）擴建校園，1950年（昭和25年）7月增建雙層校舍，1954年（昭和29年）8月1日平石村併入宇都宮市後改稱宇都宮市立平石中央小学校。學校截至1956年（昭和31年）4月有7班共271名學生，校園面積2900坪（約9586.78平方），校舍面積423坪（約1398.35平方）。學校在1974年（昭和49年）度新建校舍，1981年（昭和56年）變更学区。學校截至2013年（平成25年）5月1日有6班共75名學生。
2018年（平成30年）6月27日，栃木足球會球員菅和範、和田達也與教練金澤祐介訪校，與學生玩捉鬼、踢足球，並回答學生的提問。

## 特色
學校規模小，是宇都宮市内唯一將多個年級學生編入同一班級的小學。全校師生在飯廳一同接受供餐。所有年級均開展清掃與運動活動。因此全校學生都相互認識。
学校有農園，會種植日本栗、番薯、芋等作物。此外為了防暑，還種有苦瓜、冬瓜，形成綠色植生牆。作物收穫後會用作供餐。
2020年（令和2年），學校參與日本財團等的「陸上養殖計畫」（陸上養殖プロジェクト），開始養殖扁口鱼。同年秋季的首場挑戰中，10條魚苗由於疾病全數死亡，同年12月引入新的魚苗，魚到2021年（令和3年）6月長到約20公分長。

## 學區
學校以宇都宮市內下平出町一部分、平出町一部分、柳田町一部分為學區。校園距JR宇都宮東口約5公里，在鬼怒川與新4號國道之間，自然條件好。

### 輕軌交通

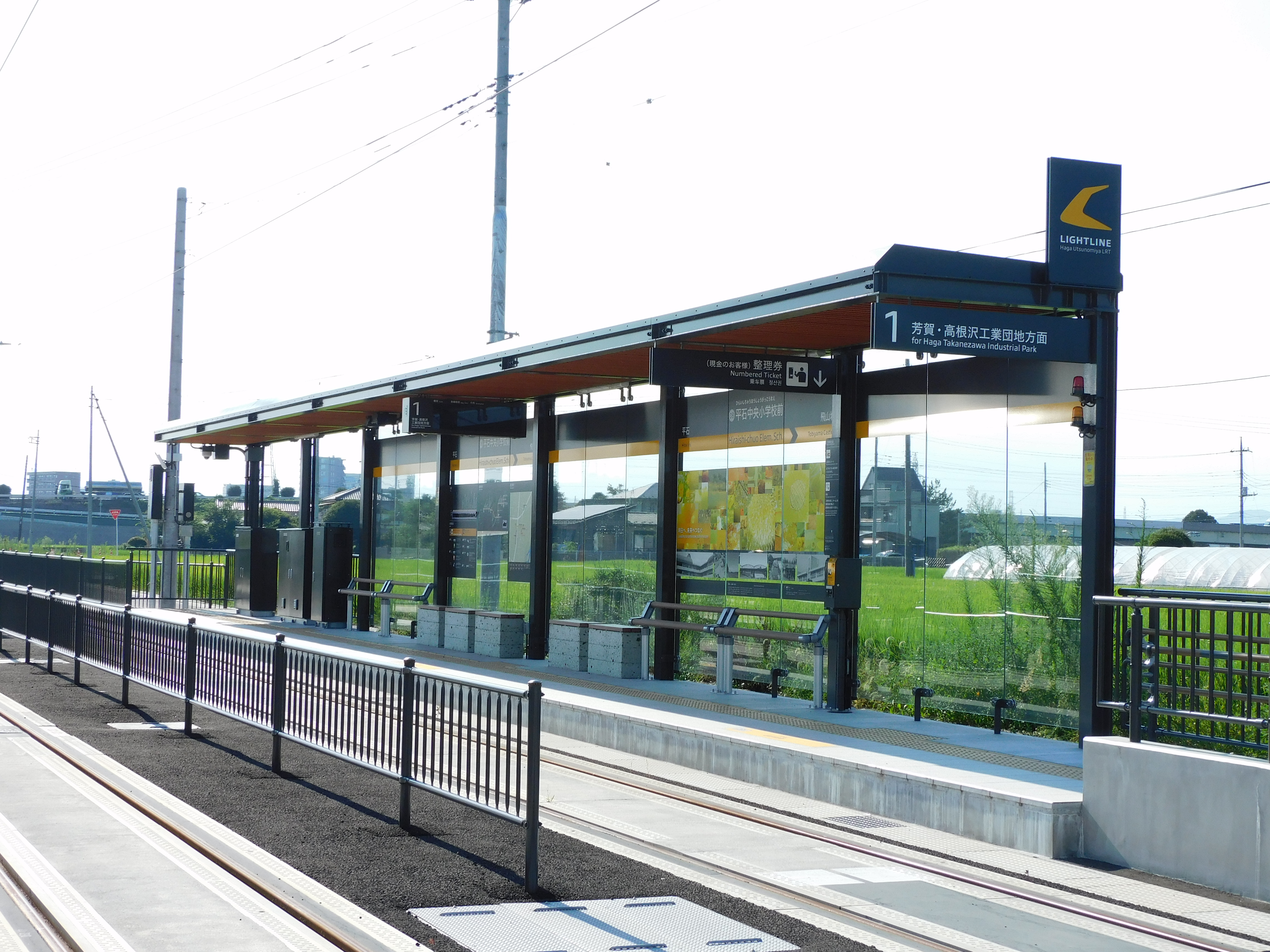
平石中央小学校前停留場

学校門前有宇都宮輕軌宇都宮芳賀輕軌線運行，並設有平石中央小學校前停留場。宇都宮市教育委員会在2022年（令和4年）6月2日的宇都宮市通学区域審議会表示允許学区外學生在輕軌開業後乘輕軌上下學，2024年（令和6年）度起這樣的學生可入讀該校。所招收乘輕軌上下學的學生在簗瀨小、今泉小、錦小、峰小、泉丘小、石井小、城東小、清原中央小、清原南小、清原東小、陽東小、結之杜小学区内，人数因学年而異。上下学交通費由監護人承擔。畢業後可升入居住地学区的中學校或覆蓋該校学区的鬼怒中学校。
2014年（平成26年）2月提出的輕軌導入路線不經過学校前方，而是經過平石地区市民中心（平石地区市民センター）前方。同年7月宇都宮市提出改為經過学校前方的路線方案，因上下学時存在危險而有反對意見。（道路與軌道交点處未設置遮斷機，有監護人對學生穿過軌道上下学感到不安。）2016年（平成28年）2月，當地土地所有者向宇都宮市提出繞開學校前方的高架化方案，但因居民未達成共識，以及宇都宮市擔心建設費增加、日照、景觀等問題，路線未再變更，經過学校前方的路線建設成為定案。穿過学校前方路基的地方在輕軌開通前配有交通指導員，開通後根據情況會繼續配置。
2023年（令和5年）2月28日，學生造訪距学校500公尺的車輛基地學習輕軌交通規則與搭乘方法。同年6月10日對新的1年級學生開設達成方法教室。為紀念輕軌開通及次年的建校150周年，全校學生在7月11日製作了橫幅。8月26日輕軌開業当日，3名學生在平石換乘中心收到搭乘特別列車之市長簽名的黃旗。

### 引用
1. 1 2 3 4 5 6  宇都宮市役所總務部庶務課 1960，第927頁.
2. 1 2  宇都宮市教育委員會 2020，第3頁.
3. 1 2 3  . . RADIO BERRY（日语：エフエム栃木）. 2014-10-03  [2023-07-30]. （原始内容存档于2023-07-30）.
4. ↑  . 宇都宮市教育委員会事務局学校教育課. 2023-05-24  [2023-07-30]. （原始内容存档于2023-06-27）.
5. 1 2  宇都宮市立圖書館 2014，第10頁.
6. ↑  宇都宮市役所總務部庶務課 1960，第913頁.
7. ↑  . 栃木SC. 2018-06-27  [2023-07-30]. （原始内容存档于2023-07-30）.
8. 1 2  . 下野新聞（日语：下野新聞）. 2022-06-03  [2023-07-30]. （原始内容存档于2023-07-30）.
9. ↑  宇都宮市学校給食. . . Cookpad（日语：クックパッド）.   [2020-10-09]. （原始内容存档于2023-07-30）.
10. ↑  . 2021-06-09  [2023-07-30]. （原始内容存档于2023-07-30）.
11. ↑   (PDF). . 2016-11-25  [2023-07-30]. （原始内容存档 (PDF)于2021-08-20）.
12. 1 2  栃木電視台. . livedoor新聞（日语：livedoor ニュース）. 2023-07-12  [2023-07-30]. （原始内容存档于2023-07-30）.
13. ↑  . 宇都宮市教育委員会事務局教育企劃課. 2023-08-25  [2023-09-04]. （原始内容存档于2023-09-04）.
14. 1 2 3  草町義和. . . . 2023-08-27  [2023-09-04]. （原始内容存档于2023-09-04）.
15. 1 2  . 下野新聞. 2023-08-01  [2023-08-02]. （原始内容存档于2023-08-02）.
16. ↑  . 栃木 NEWS WEB. NHK宇都宫放送局. 2023-02-28  [2023-07-30]. （原始内容存档于2023-07-30）.
17. ↑  . 宇都宮市建設部LRT整備課. 2023-05-25  [2023-07-30]. （原始内容存档于2023-07-30）.
18. ↑  . 下野新聞. 2023-08-27  [2023-09-04]. （原始内容存档于2023-09-04）.

### 來源
- 宇都宮市役所總務部庶務課 (编).  . 宇都宮市役所（日语：宇都宮市役所）. 1960-03-01: 1315. doi:10.11501/3021254. NDL 66000858.
- 宇都宮市立圖書館（日语：宇都宮市立図書館）.  (PDF). 宇都宮市立圖書館. 2014-11: 23  [2023-08-02]. （原始内容存档 (PDF)于2023-07-30）.
- (PDF). 宇都宮市教育委員会. 2020-02: 32  [2023-08-02]. （原始内容存档 (PDF)于2023-07-31）.

## 外部連結
- 官方网站
- 平央應援團的Facebook專頁